# WWE Divas Championship
WWE Divas Championship było tytułem mistrzowskim profesjonalnego wrestlingu stworzonym i promowanym przez federację WWE. Mistrzostwo zostało stworzone w 2008 przez generalną menadżerkę SmackDown Vickie Guerrero jako alternatywa do Women's Championship należącego do brandu Raw. Michelle McCool stała się pierwszą mistrzynią 20 lipca 2008 kiedy to pokonała Natalyę na The Great American Bash. Po tym jak mistrzyni Maryse została przeniesiona na Raw jako część draftu 2009, zabrała tytuł ze sobą przypisując go do owego brandu. McCool wygrała walkę przeciwko Melinie 19 września 2010 i zunifikowała WWE Divas i Women's tytuł na Night of Champions, tworząc Unified Divas Championship.
Tytuł został zdezaktywowany na WrestleManii 32 po tym, jak członkini WWE Hall of Fame Lita przedstawiła nowy WWE Women's Championship (obecnie znany jako Raw Women’s Championship), zastępujący Divas Championship. Walka o nowy tytuł odbyła się na tej samej gali pomiędzy panującą Divas Champion Charlotte, Becky Lynch i Sashą Banks w Triple threat matchu, wskutek czego Charlotte jest uznawana za ostatnią mistrzynię Divas i inauguracyjną mistrzynią Raw Women’s.

## Historia

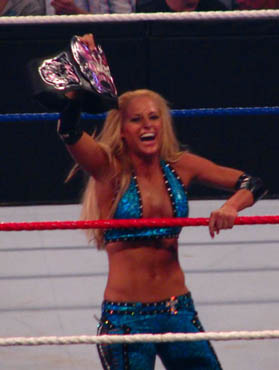
Pierwsza mistrzyni Michelle McCool.

Wraz z rozpoczęciem "brand extension", WWE Women's Championship było oryginalnie bronione na obu tygodniówkach. W pewnym momencie, tytuł stał się ekskluzywny dla brandu Raw. Odtąd tylko Divy z brandu Raw mogły walczył o tytuł, podczas gdy Divy ze SmackDown nie miały możliwości walki o jedyny tytuł kobiet. Jednakże, w przypadku kilku okazji, Melina, Ashley, Torrie Wilson i Nidia walczyły o mistrzostwo będąc na SmackDown, jednakże nie udało im się wtedy zdobyć tytułu.
W rezultacie, WWE stworzyło WWE Divas Championship i przedstawiło je 6 czerwca 2008 na SmackDown, gdzie generalna menadżerka brandu Vickie Guerrero ogłosiła kreację tytułu. Pas mistrzowski został oficjalnie pokazany 4 czerwca 2008 na SmackDown. Po dotarciu do finału, Michelle McCool pokonała Natalyę na The Great American Bash stając się pierwszą mistrzynią. Kiedy Maryse wygrała tytuł od McCool w grudniu 2008, później tego miesiąca odniosła kontuzję kolana na live evencie. W taki sam sposób jak Trish Stratus posiadała Women's Championship podczas kontuzji w 2005, tak Maryse była w stanie kontynuować panowanie jako mistrzyni gdy wróciła w styczniu 2009. Jako część Draftu w 2009, mistrzyni Maryse była jedną z osób przeniesionych do brandu Raw, przez co mistrzostwo również zawędrowało do tego brandu.

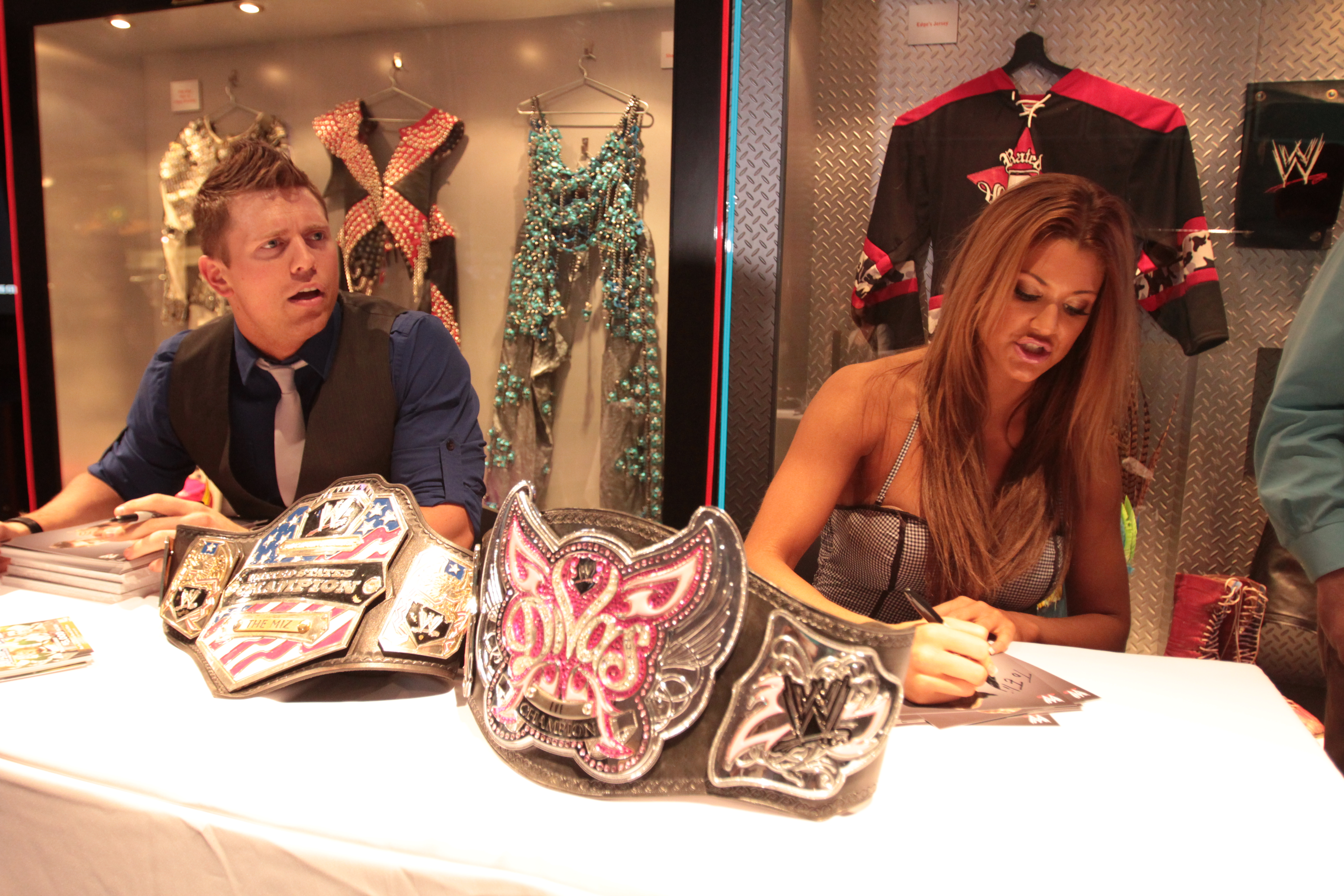
Rekordowo trzykrotna mistrzyni Eve Torres (po prawej) i przed nią pierwsza wersja pasa mistrzowskiego, stosowana w latach 2008–2014. Jedyną różnicą pomiędzy nowszą wersją pasa jest inne logo WWE.

30 sierpnia 2010 na Raw zostało ogłoszone, że Divas Championship zostanie zunifikowane z Women's Championship w walce na Night of Champions. Żywot tytułu Women's dobiegł końca na rzecz kontynuacji Divas Championship, którego nazwa przez jakiś czas brzmiała "WWE Unified Divas Championship", przez co tytuł był broniony w obu brandach pomimo zakończenia "brand extension" w 2011.
6 kwietnia 2014, AJ Lee stała się jedyną kobietą, która broniła Divas Championship na WrestleManii (którą to była WrestleMania XXX).
Podczas pre-show WrestleManii 32, była WWE Diva i członkini WWE Hall of Fame Lita ogłosiła, że Triple threat match pomiędzy Divas Champion Charlotte, Becky Lynch i Sashą Banks odbędzie się o nowy WWE Women's Championship, tym samym dezaktywując Divas Championship oraz termin "Diva", którym określano kobiety w WWE przez siedemnaście lat.

## Panowania

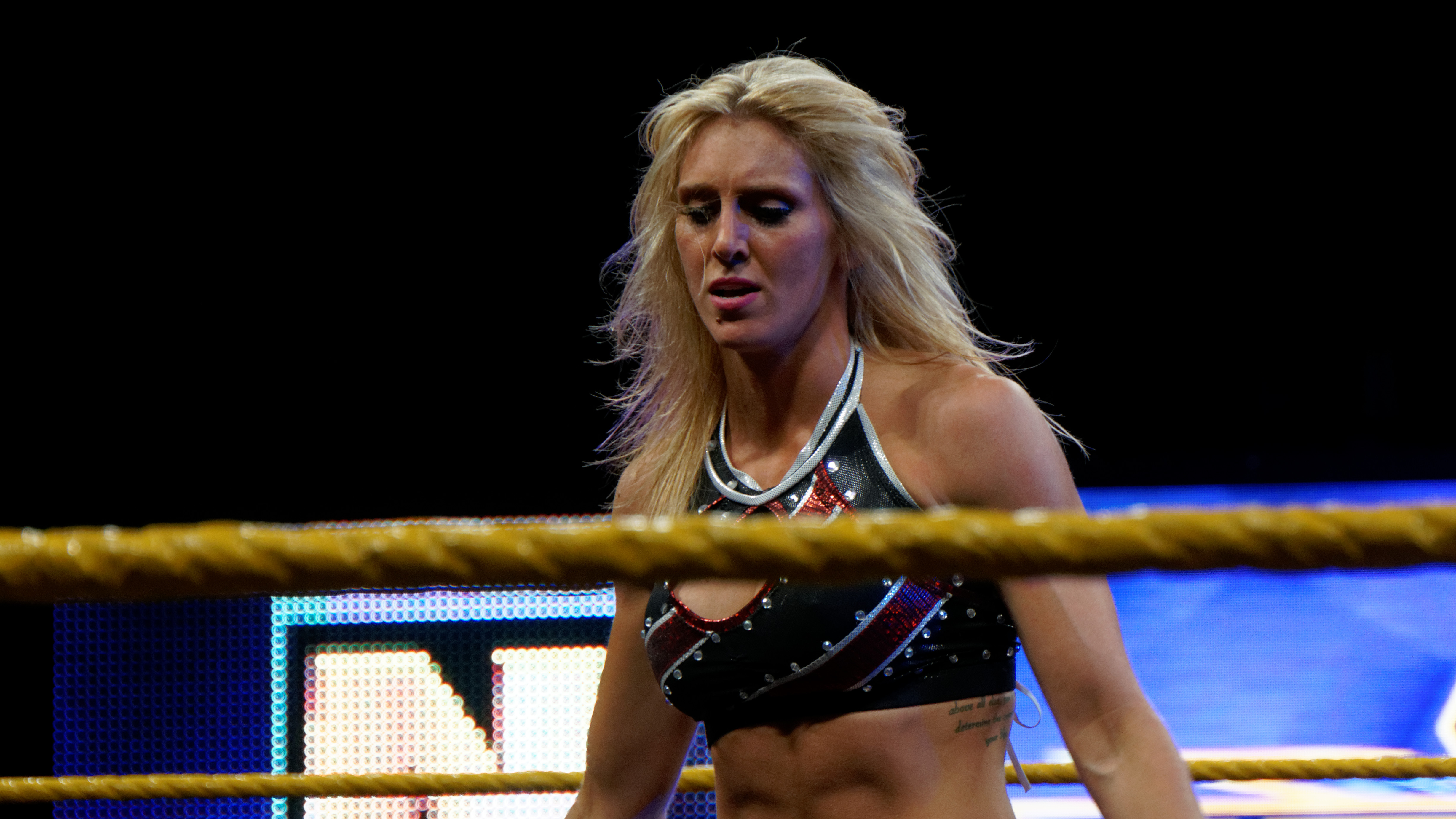
Ostatnia mistrzyni Charlotte.

W historii tytułu było 26 panowań i jeden wakat. Pierwszą mistrzynią była Michelle McCool, która zdobyła tytuł 20 lipca 2008 na gali The Great American Bash. Eve Torres i AJ Lee posiadały rekord posiadania tytułu, który wynosi po trzy. Nikki Bella była najdłużej panującą mistrzynią, podczas gdy Jillian Hall mogła poszczycić się rekordem najkrótszego posiadania - cztery minuty. Paige była najmłodszą mistrzynią w historii, zdobywając tytuł w wieku 21 lat i jedyną kobietą, która zdobyła tytuł w debiucie. Layla była najstarszą mistrzynią, zdobyła mistrzostwo w wieku 34 lat.
Ostatnią mistrzynią była Charlotte. Pokonała ona najdłużej panującą mistrzynię Nikki Bellę 20 września 2015 na Night of Champions w Houston, Teksasie.